# Hemingway (film)
Pour les articles homonymes, voir Hemingway (homonymie).
Hemingway est un film américain réalisé par Derek Hockenbrough et sorti en 2012.

## Fiche technique
- Réalisation : Derek Hockenbrough
- Scénario : Camara Davis, Derek Hockenbrough
- Musique: Maximilian Kabong
- Durée : 90 min.
- Date de sortie : 4 décembre 2012

## Distribution
- Elizabeth J. Carlisle
- John DeLuca : 	Colin Hemingway
- Alexander DiPersia : Mitchell Hemmingway
- Richard Moll
- Ashley Noel : Jennifer
- Alex Petrovitch : Brody
- Kinga Philipps : Rebecca Hemmingway
- Alan Thicke : Paul Hemmingway
- Charlene Tilton : Mme. Hemingway